# Рајнштетен
Рајнштетен (њем. Rheinstetten) град је у њемачкој савезној држави Баден-Виртемберг. Једно је од 32 општинска средишта округа Карлсруе. Према процјени из 2010. у граду је живјело 20.630 становника. Посједује регионалну шифру (AGS) 8215108.

## Географски и демографски подаци
Рајнштетен се налази у савезној држави Баден-Виртемберг у округу Карлсруе. Град се налази на надморској висини од 114 метара. Површина општине износи 32,3 km². У самом граду је, према процјени из 2010. године, живјело 20.630 становника. Просјечна густина становништва износи 639 становника/km².